# Xulhan Arukh HaRav
El Xulhan Arukh HaRav (en hebreu: שולחן ערוך הרב) (en català: "el codi de la llei jueva del rabí") és una recopilació de la halacà, la llei jueva, per part del Rabí Schneur Zalman de Liadí (1745-1812), conegut durant la seva vida com HaRav (paraula hebrea per rabí), Schneur Zalman va ser el primer Rebe (paraula en ídix per rabí) del moviment hasídic Habad. Entre els membres de Habad la seva obra és coneguda com el Xulhan Arukh del Alter Rebe.

## Nova versió del Xulhan Arukh
Dov Ber, el Maguid de Mezritch, va ser el mestre del Rabí Schneur Zalman de Liadí, el Maguid va demanar al seu alumne, Schenur Zalman, escriure una versió ajustada del Xulhan Arukh (llibre publicat en 1562) del Rabí Yossef Caro, amb una referència a comentaris posteriors, així com una responsa rabínica, per satisfer les demandes del naixent moviment hasídic. El Xulkhan Arukh (i el seu avantpassat, el Beit Yosef) van ser escrits des del punt de vista de la tradició (minhag) sefardita. Shneur Zalman, va compondre una versió actualitzada i adaptada del Xulhan Arukh (al voltant de 1800), perquè els jueus hasídics poguessin estudiar la llei jueva, la halacà. Amb l'objectiu d'evitar ambigüetats, l'obra fa referència a la halacà del judaisme ortodox hasídic, amb els seus corresponents raonaments. Les obres de Schneur Zalman, van donar lloc a la formació de la filosofia hasídica de Habad. Scheneur Zalman va acabar l'obra a l'edat de 20 anys, no obstant això, la major part del treball es va perdre abans de la seva publicació.

## Influència
El Xulhan Arukh HaRav es fa servir avui en dia per la majoria dels jueus hasídics com la base de la seva pràctica religiosa diària. L'obra està àmpliament considerada com un text autoritatiu en matèria de llei jueva, i és sovint citat per diverses autoritats rabíniques tals com: el Rabí Israel Meir Kegan a la seva obra Mixna Berura, i pel Rabí Yosef Haim de Bagdad, el Ben Ish Chai, així com per la responsa rabínica contemporània, i per les autoritats en matèria de halacà dels segles XIX i XX. El Xulhan Arukh HaRav és també una de les tres obres sobre les quals el Rabí Shlomo Ganzfried va basar la seva obra Kitzur Xulhan Arukh, un precís costumari sobre la llei jueva (halacà) segons la tradició (minhag) asquenazita.
Tot i que és àmpliament acceptada, l'obra inicialment va tenir una difusió limitada. La major part del text original, va ser destruït en un incendi que va tenir lloc a la població rusa de Lyubavichi, i tan sols es van salvar de les flames algunes còpies parcials del text original. L'editorial Societat de Publicacions Kehot va publicar l'any 2002 una edició bilingüe, a on apareixen les anotacions de l'obra i els comentaris del Rabí Schneur Zalman de Liadí i del Rabí Yosef Caro.